# 迪帕克岩
63°31′S 58°50′W / 63.517°S 58.833°W
迪帕克岩（英語：Duparc Rocks）是南極洲的岩石，位於特里尼蒂半島，處於羅克莫雷爾角東北面6公里，由英國研究隊繪入地圖，由英國南極名稱諮詢委員會命名，現時由南極條約體系管理。